# مقاطعة عابدواق
مقاطعة عابدواق (بالصومالية: Degmada Caabudwaaq)‏ هي مقاطعة تابعة لمحافظة جلجدود بوسط الصومال.

## وصلات خارجية
- الخريطة الإدارية لمقاطعة عابدواق